# Gaston-Frank De Craeke
Gaston Frank Otto De Craeke, ook De Craecke (Sint-Andries, 2 mei 1899 - Brugge, 12 mei 1954), was een Belgisch kunstschilder en impresario.

## Levensloop
Gaston De Craeke was een zoon van Gaston De Craecke en Hélène Koentges. In zijn jonge jaren voetbalde vader Gaston bij de Football Club Brugeois, was er kapitein van de ploeg en in 1894 korte tijd voorzitter. 
Gaston-Frank volgde lessen aan de Academie voor Schone Kunsten Brugge en vervolgens in Gent. Hij ging zich verder vervolmaken in München en Parijs. In 1925 stichtte hij een kunstgroep onder de naam Lumière, met onder meer Leo Lanckneus, Achiel Van Sassenbrouck en Leo Paret. Hij behoorde ook tot de informele artistieke groep De Maffia. In 1927 trouwde hij met Simonne Lapierre (1902-1979). Het huwelijk bleef kinderloos.
Hij schilderde stadsgezichten, sneeuwlandschappen, bloemstukken, interieurs (vooral kloosters en kapellen), stillevens en ook portretten. Dit alles in een stevige stijl, met een sober en korrelig koloriet, neigend naar het expressionisme à la Permeke.
Van 1920 tot 1948 exposeerde hij bijna elk jaar in Brugge. Hij stelde ook ten toon in Gent, Antwerpen, Brussel, Parijs, Amsterdam, Keulen en zelfs tot in Buenos Aires. Hij maakte kennis en sloot vriendschap met onder meer Abel Gance (1889-1981), die bij herhaling bij hem in Brugge verbleef, en met Jean Giono (1895-1970), bij wie De Craeke in 1948 twee maanden verbleef in Manosque.

## Prisma
Naast zijn schildersactiviteiten, werd De Craeke impresario. Onder de naam Prisma bracht hij talrijke muziek-, toneel- en balletvoorstellingen naar Brugge. Hiervoor schreef hij zich in een internationaal circuit in, en kon hij heel wat grote vedetten of groepen naar Brugge brengen die anders nooit in deze stad zijn opgetreden.
De relaties die hij opdeed, maakten dat hij zelf als impresario ging optreden voor sommige artiesten en hun carrière hielp ontwikkelen. Dit was onder meer het geval voor het kind-orkestdirigent Piero Gamba (1936-2022) die hij 'ontdekte' en bijstond in het ontwikkelen van zijn loopbaan. Hij trok met hem op wereldreis van 1949 tot 1951. 
De regelmatige toneelvoorstellingen waar hij voor zorgde werden gebracht door de Opera van Gent, de KNS Antwerpen en het Rotterdams Toneel. Ballet werd vertegenwoordigd door José Torres, een beroemde Spaanse danser, door de balletten Kurt Joos en door de Balletten van de markies de Cuevas. Een hoogtepunt op gebied van orkestuitvoeringen, was het concert gedirigeerd in 1953 door Herbert von Karajan.
De Craeke werkte verder tijdens de Tweede Wereldoorlog en dit betekende onvermijdelijke contacten met de bezetter. In 1943 benoemde het collaborerende stadsbestuur Juliaan Platteau tot directeur van de schouwburg en stelde De Craeke aan als 'zakelijk leider'. Het leverde hem een beschuldiging op van collaboratie en een opsluiting in het kamp van Sint-Kruis van 21 oktober tot 2 december 1944. Hij kwam er zonder veroordeling van af en kon zijn activiteiten hervatten. Hij zorgde vooral voor het naar Brugge brengen van Frans toneel, de Galas Karsenty en andere. Dit bracht Parijs toneel, vaak met grote namen, zowel van auteurs als van spelers, naar Brugge. Daarnaast organiseerde hij ook het naar Brugge komen van de KNS, de KVS, enz.
Hij bereidde een groot zomerfestival voor dat hij vanaf 1954 als een jaarlijks evenement in Brugge wilde organiseren. Het eerste festival ging door, maar De Craeke maakte het niet meer mee, want enkele weken voordien was hij plots overleden.
'Prisma' bleef nog een paar jaar in mineur verder werken, onder de leiding van de weduwe De Craeke en haar neef Jacques Muylle, maar de activiteiten werden weldra onder de naam 'Theleb' overgenomen door Jo(ris) Lintel, vroegere medewerker van De Craeke. Hij trad voornamelijk op voor de Gentse opera, de KVS, de KNS enz. Hij werd in 1977 door een nieuw stadsbestuur afgedankt en de cultuurdienst van de stad Brugge nam voortaan alle activiteiten over.